# Colonizarea spaniolă a Americilor
Colonizarea spaniolă a Americilor a început cu sosirea lui Cristofor Columb (Cristóbal Colón) în Emisfera vestică în 1492. Pornind de la mici așezări în Caraibe, spaniolii și-au extins treptat imperiul în America Centrală, majoritatea Americii de Sud, Mexic, și porțiunile sudice și centrale ale Statelor Unite de azi.
Colonizarea spaniolă a Lumii noi a durat patru secole, și s-a încheiat cu mișcările de independeță însecolul XIX, incluzând Cuba, Filipine, și Puerto Rico în 1898 în contextul Războiului hispano-american.